# Copa Panamericana de Voleibol Masculino Sub-21 de 2019
La IV Copa Panamericana de Voleibol Masculino Sub-21 se celebró del 5 al 11 de mayo de 2019 en Lima, (Perú). Originalmente había sido programada para jugarse en la ciudad peruana de Tarapoto. El torneo contó con la participación de 5 selecciones nacionales de la NORCECA y 3 de la Confederación Sudamericana de Voleibol.
El torneo otorgó un cupo al Campeonato Mundial de Voleibol Masculino Sub-21 de 2019 a disputarse en Baréin para el equipo mejor clasificado de entre los que aún no están calificados.

## Organización

### País anfitrión y ciudad sede
| LimaLima, sede de la Copa Panamericana de Voleibol Masculino Sub-21 de 2019. | Lima                              |
| ---------------------------------------------------------------------------- | --------------------------------- |
| LimaLima, sede de la Copa Panamericana de Voleibol Masculino Sub-21 de 2019. | Coliseo Niño Héroe Manuel Bonilla |
| LimaLima, sede de la Copa Panamericana de Voleibol Masculino Sub-21 de 2019. | Capacidad: 6000                   |
| LimaLima, sede de la Copa Panamericana de Voleibol Masculino Sub-21 de 2019. |                                   |

En un principio, la Federación Peruana de Voleibol tenía previsto que la ciudad sede sea Tarapoto, pero inconvenientes ajenos a la organización impidieron que la competencia se lleve a cabo en esta ciudad. Ante esto la FPV designó a Lima como la nueva ciudad sede.

#### Recinto
Todos los partidos se llevaron a cabo en el coliseo cubierto del Complejo Deportivo Niño Héroe Manuel Bonilla ubicado en el Distrito de Miraflores.

### Formato de competición
El torneo se desarrolla dividido en dos etapas: fase preliminar y fase final.
En la fase preliminar las ocho selecciones participantes son reunidas en dos grupos. Cada equipo se enfrenta una vez contra los otros bajo el sistema de todos contra todos y son clasificados de acuerdo a los siguientes criterios, en orden de aparición:
- Número de partidos ganados y perdidos.
- Puntos obtenidos, los cuales son otorgados de la siguiente manera:
  - Partido con resultado final 3-0: 5 puntos al ganador y 0 puntos al perdedor.
  - Partido con resultado final 3-1: 4 puntos al ganador y 1 punto al perdedor.
  - Partido con resultado final 3-2: 3 puntos al ganador y 2 puntos al perdedor.
- Proporción entre los puntos ganados y los puntos perdidos (Puntos ratio).
- Proporción entre los sets ganados y los sets perdidos (Sets ratio).
- Si el empate persiste entre dos equipos, tendrá prioridad el ganador del partido entre los equipos implicados.
- Si el empate persiste entre tres o más equipos se elabora una nueva clasificación tomando en cuenta solo los resultados entre los equipos involucrados.

La fase final consiste en los cuartos de final, las semifinales, los partidos de clasificación del 8.° al 3.er puesto y la final. Los ganadores de cada grupo avanzan a semifinales. Los equipos ubicados en el segundo y tercer puesto en la fase preliminar disputan los cuartos de final. Los partidos de los cuartos de final fueron establecidos de la siguiente manera:
- Cuartos de final 1: 2.°A v 3.°B
- Cuartos de final 2: 2.°B v 3.°A

Los ganadores de cuartos de final avanzan a semifinales. Los equipos perdedores de las semifinales disputan la medalla de bronce, mientras que los equipos vencedores disputan la medalla de oro.

## Equipos participantes
NORCECA (Confederación del Norte, Centroamérica y del Caribe)
- Canadá
- Cuba
- República Dominicana
- Estados Unidos
- Puerto Rico

CSV (Confederación Sudamericana de Voleibol)
- Chile
- Colombia
- Perú

## Calendario
| Fase            | Jornada   | Fecha              |
| --------------- | --------- | ------------------ |
| Fase preliminar | Jornada 1 | 5 de mayo de 2019  |
| Fase preliminar | Jornada 2 | 6 de mayo de 2019  |
| Fase preliminar | Jornada 3 | 7 de mayo de 2019  |
| Fase final      | Jornada 4 | 8 de mayo de 2019  |
| Fase final      | Jornada 5 | 10 de mayo de 2019 |
| Fase final      | Jornada 6 | 11 de mayo de 2019 |

## Resultados

### Fase preliminar
– Clasificados a las semifinales. 
     – Clasificados a los cuartos de final.
     – Pasan a disputar la clasificación del 5.° al 8.° lugar.

#### Grupo A
| Pos. | Equipo               | Partidos | Partidos | Partidos | Pts. | Sets | Sets | Sets  | Puntos | Puntos | Puntos |
| Pos. | Equipo               | PJ       | PG       | PP       | Pts. | SG   | SP   | Ratio | PG     | PP     | Ratio  |
| ---- | -------------------- | -------- | -------- | -------- | ---- | ---- | ---- | ----- | ------ | ------ | ------ |
| 1    | Cuba                 | 3        | 3        | 0        | 15   | 9    | 0    | MAX   | 225    | 163    | 1.380  |
| 2    | Estados Unidos       | 3        | 1        | 2        | 6    | 4    | 6    | 0.666 | 225    | 236    | 0.953  |
| 3    | Puerto Rico          | 3        | 1        | 2        | 6    | 5    | 7    | 0.714 | 249    | 273    | 0.912  |
| 4    | República Dominicana | 3        | 1        | 2        | 3    | 3    | 8    | 0.375 | 224    | 251    | 0.892  |

| Fecha     | Hora  | Equipo 1             | Res.  | Equipo 2             | Set 1 | Set 2 | Set 3 | Set 4 | Set 5 | Total     | Reporte |
| --------- | ----- | -------------------- | ----- | -------------------- | ----- | ----- | ----- | ----- | ----- | --------- | ------- |
| 5 de mayo | 14:00 | Estados Unidos       | 1 – 3 | Puerto Rico          | 25-27 | 25-27 | 25-21 | 20-25 |       | 95 – 100  | P2 P3   |
| 5 de mayo | 18:00 | Cuba                 | 3 – 0 | República Dominicana | 25-19 | 25-18 | 25-23 |       |       | 75 – 60   | P2 P3   |
| 6 de mayo | 16:00 | Puerto Rico          | 0 – 3 | Cuba                 | 19-25 | 13-25 | 16-25 |       |       | 48 – 75   | P2 P3   |
| 6 de mayo | 18:00 | República Dominicana | 0 – 3 | Estados Unidos       | 17-25 | 21-25 | 23-25 |       |       | 61 – 75   | P2 P3   |
| 7 de mayo | 16:00 | Puerto Rico          | 2 – 3 | República Dominicana | 25-20 | 19-25 | 23-25 | 25-18 | 9-15  | 101 – 103 | P2 P3   |
| 7 de mayo | 18:00 | Cuba                 | 3 – 0 | Estados Unidos       | 25-21 | 25-15 | 25-19 |       |       | 75 – 55   | P2 P3   |

#### Grupo B
| Pos. | Equipo   | Partidos | Partidos | Partidos | Pts. | Sets | Sets | Sets  | Puntos | Puntos | Puntos |
| Pos. | Equipo   | PJ       | PG       | PP       | Pts. | SG   | SP   | Ratio | PG     | PP     | Ratio  |
| ---- | -------- | -------- | -------- | -------- | ---- | ---- | ---- | ----- | ------ | ------ | ------ |
| 1    | Canadá   | 3        | 3        | 0        | 13   | 9    | 2    | 4.500 | 273    | 181    | 1.508  |
| 2    | Colombia | 3        | 2        | 1        | 8    | 6    | 5    | 1.200 | 222    | 237    | 0.936  |
| 3    | Chile    | 3        | 1        | 2        | 8    | 6    | 6    | 1.000 | 248    | 260    | 0.953  |
| 4    | Perú     | 3        | 0        | 3        | 1    | 1    | 9    | 0.111 | 189    | 254    | 0.744  |

| Fecha     | Hora  | Equipo 1 | Res.  | Equipo 2 | Set 1 | Set 2 | Set 3 | Set 4 | Set 5 | Total     | Reporte |
| --------- | ----- | -------- | ----- | -------- | ----- | ----- | ----- | ----- | ----- | --------- | ------- |
| 5 de mayo | 16:00 | Canadá   | 3 – 1 | Chile    | 25-17 | 25-12 | 22-25 | 25-15 |       | 97 – 69   | P2 P3   |
| 5 de mayo | 20:00 | Perú     | 0 – 3 | Colombia | 23-25 | 21-25 | 17-25 |       |       | 61 – 75   | P2 P3   |
| 6 de mayo | 14:00 | Colombia | 0 – 3 | Canadá   | 16-25 | 15-25 | 14-25 |       |       | 45 – 75   | P2 P3   |
| 6 de mayo | 20:00 | Perú     | 0 – 3 | Chile    | 18-25 | 26-28 | 17-25 |       |       | 61 – 75   | P2 P3   |
| 7 de mayo | 14:00 | Chile    | 2 – 3 | Colombia | 18-25 | 21-25 | 25-18 | 25-19 | 12-15 | 101 – 102 | P2 P3   |
| 7 de mayo | 20:00 | Perú     | 1 – 3 | Canadá   | 9-25  | 28-26 | 15-25 | 15-25 |       | 67 – 101  | P2 P3   |

### Fase final
|  | 5° y 6° lugar | 5° y 6° lugar        | 5° y 6° lugar |  |  | Semifinales 5°-8° lugar | Semifinales 5°-8° lugar | Semifinales 5°-8° lugar |  |  | Cuartos de final | Cuartos de final | Cuartos de final |  |  | Semifinales | Semifinales | Semifinales |  |  | Final        | Final        | Final        |
|  |               |                      |               |  |  |                         |                         |                         |  |  |                  |                  |                  |  |  |             |             |             |  |  |              |              |              |
|  |               |                      |               |  |  | 4A                      | República Dominicana    | 3                       |  |  |                  |                  |                  |  |  | 1B          | Canadá      | 3           |  |  |              |              |              |
|  |               |                      |               |  |  | 2B                      | Colombia                | 0                       |  |  | 2B               | Colombia         | 0                |  |  | 3A          | Puerto Rico | 0           |  |  |              |              |              |
|  | 4A            | República Dominicana | 2             |  |  |                         |                         |                         |  |  | 3A               | Puerto Rico      | 3                |  |  |             |             |             |  |  | 1B           | Canadá       | 0            |
|  | 2A            | Estados Unidos       | 3             |  |  |                         |                         |                         |  |  |                  |                  |                  |  |  |             |             |             |  |  | 1A           | Cuba         | 3            |
|  |               |                      |               |  |  | 4B                      | Perú                    | 2                       |  |  |                  |                  |                  |  |  | 1A          | Cuba        | 3           |  |  |              |              |              |
|  | 7° y 8° lugar | 7° y 8° lugar        | 7° y 8° lugar |  |  | 2A                      | Estados Unidos          | 3                       |  |  | 2A               | Estados Unidos   | 2                |  |  | 3B          | Chile       | 0           |  |  | Tercer lugar | Tercer lugar | Tercer lugar |
|  |               |                      |               |  |  |                         |                         |                         |  |  | 3B               | Chile            | 3                |  |  |             |             |             |  |  |              |              |              |
|  | 2B            | Colombia             | 3             |  |  |                         |                         |                         |  |  |                  |                  |                  |  |  |             |             |             |  |  | 3A           | Puerto Rico  | 3            |
|  | 4B            | Perú                 | 1             |  |  |                         |                         |                         |  |  |                  |                  |                  |  |  |             |             |             |  |  | 3B           | Chile        | 0            |

#### Cuartos de final
| Fecha     | Hora  | Equipo 1       | Res.  | Equipo 2    | Set 1 | Set 2 | Set 3 | Set 4 | Set 5 | Total     | Reporte |
| --------- | ----- | -------------- | ----- | ----------- | ----- | ----- | ----- | ----- | ----- | --------- | ------- |
| 8 de mayo | 16:00 | Estados Unidos | 2 – 3 | Chile       | 26-24 | 25-17 | 21-25 | 24-26 | 10-15 | 106 – 107 | P2 P3   |
| 8 de mayo | 18:00 | Colombia       | 0 – 3 | Puerto Rico | 16-25 | 20-25 | 31-33 |       |       | 67 – 83   | P2 P3   |

#### Clasificación 5.° al 8.° puesto
| Fecha      | Hora  | Equipo 1             | Res.  | Equipo 2       | Set 1 | Set 2 | Set 3 | Set 4 | Set 5 | Total     | Reporte |
| ---------- | ----- | -------------------- | ----- | -------------- | ----- | ----- | ----- | ----- | ----- | --------- | ------- |
| 10 de mayo | 14:00 | República Dominicana | 3 – 0 | Colombia       | 25-21 | 25-20 | 25-20 |       |       | 75 – 61   | P2 P3   |
| 10 de mayo | 16:00 | Perú                 | 2 – 3 | Estados Unidos | 25-20 | 25-19 | 20-25 | 21-25 | 11-15 | 102 – 104 | P2 P3   |

#### Semifinales
| Fecha      | Hora  | Equipo 1 | Res.  | Equipo 2    | Set 1 | Set 2 | Set 3 | Set 4 | Set 5 | Total   | Reporte |
| ---------- | ----- | -------- | ----- | ----------- | ----- | ----- | ----- | ----- | ----- | ------- | ------- |
| 10 de mayo | 18:00 | Cuba     | 3 – 0 | Chile       | 25-15 | 25-17 | 25-8  |       |       | 75 – 40 | P2 P3   |
| 10 de mayo | 20:00 | Canadá   | 3 – 0 | Puerto Rico | 25-19 | 25-18 | 25-15 |       |       | 75 – 52 | P2 P3   |

#### Partido por el 7.° y 8.° puesto
| Fecha      | Hora | Equipo 1 | Res.  | Equipo 2 | Set 1 | Set 2 | Set 3 | Set 4 | Set 5 | Total   | Reporte |
| ---------- | ---- | -------- | ----- | -------- | ----- | ----- | ----- | ----- | ----- | ------- | ------- |
| 11 de mayo | 9:00 | Colombia | 3 – 1 | Perú     | 14-25 | 25-13 | 27-25 | 25-20 |       | 91 – 83 | P2 P3   |

#### Partido por el 5.° y 6.° puesto
| Fecha      | Hora  | Equipo 1             | Res.  | Equipo 2       | Set 1 | Set 2 | Set 3 | Set 4 | Set 5 | Total    | Reporte |
| ---------- | ----- | -------------------- | ----- | -------------- | ----- | ----- | ----- | ----- | ----- | -------- | ------- |
| 11 de mayo | 11:00 | República Dominicana | 2 – 3 | Estados Unidos | 17-25 | 14-25 | 25-20 | 26-24 | 12-15 | 94 – 109 | P2 P3   |

#### Partido por el3.ery 4.º puesto
| Fecha      | Hora  | Equipo 1 | Res.  | Equipo 2    | Set 1 | Set 2 | Set 3 | Set 4 | Set 5 | Total   | Reporte |
| ---------- | ----- | -------- | ----- | ----------- | ----- | ----- | ----- | ----- | ----- | ------- | ------- |
| 11 de mayo | 13:00 | Chile    | 0 – 3 | Puerto Rico | 21-25 | 17-25 | 16-25 |       |       | 54 – 75 | P2 P3   |

#### Final
| Fecha      | Hora  | Equipo 1 | Res.  | Equipo 2 | Set 1 | Set 2 | Set 3 | Set 4 | Set 5 | Total   | Reporte |
| ---------- | ----- | -------- | ----- | -------- | ----- | ----- | ----- | ----- | ----- | ------- | ------- |
| 11 de mayo | 15:00 | Cuba     | 3 – 0 | Canadá   | 25-19 | 25-22 | 29-27 |       |       | 79 – 68 | P2 P3   |

## Clasificación general
| Pos               | Equipo               |
| ----------------- | -------------------- |
| Medalla de oro    | Cuba                 |
| Medalla de plata  | Canadá               |
| Medalla de bronce | Puerto Rico          |
| 4                 | Chile                |
| 5                 | Estados Unidos       |
| 6                 | República Dominicana |
| 7                 | Colombia             |
| 8                 | Perú                 |

| Cuba Campeón 1.º título |

## Distinciones individuales
Al culminar la competición la organización del torneo entregó los siguientes premios individuales:
| - Jugador más valioso (MVP) José Romero - Mayor anotador Brett Wildman - Mejor armador Julio Gómez - Mejores atacantes Julio Cárdenas (primero) José Miguel Gutiérrez (segundo) - Mejores centrales Daniel Aponza (primero) Luis López (segundo) | - Mejor opuesto Xander Ketrzynski - Mejor líbero Garland Peed - Mejor defensa Landon Currie - Mejor servicio Xander Ketrzynski - Mejor recepción Ryan Wilcox |

## Clasificados al Mundial 2019
| Bandera de Puerto Rico |
| Puerto Rico            |
| ---------------------- |